# Реки Чехии

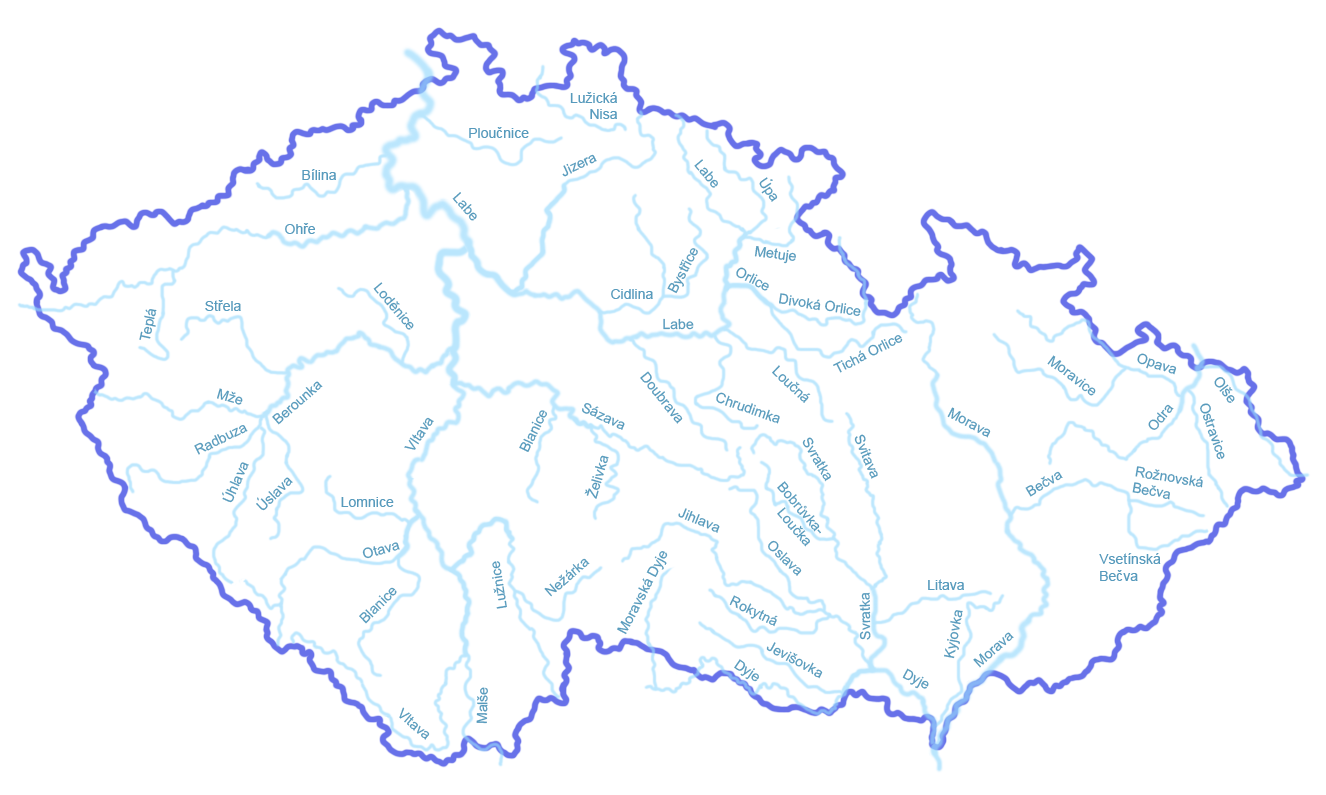
Реки Чехии

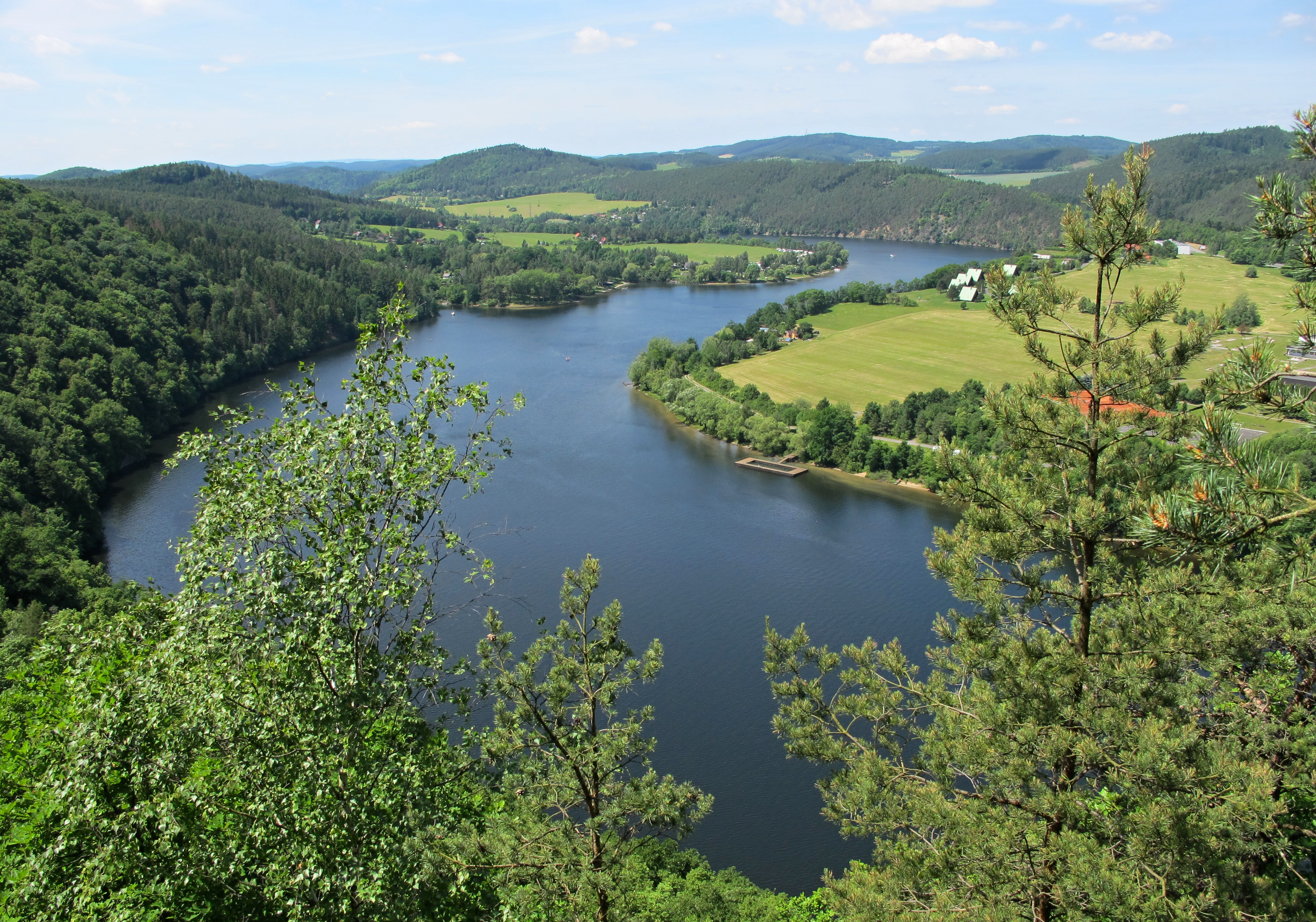
Влтава

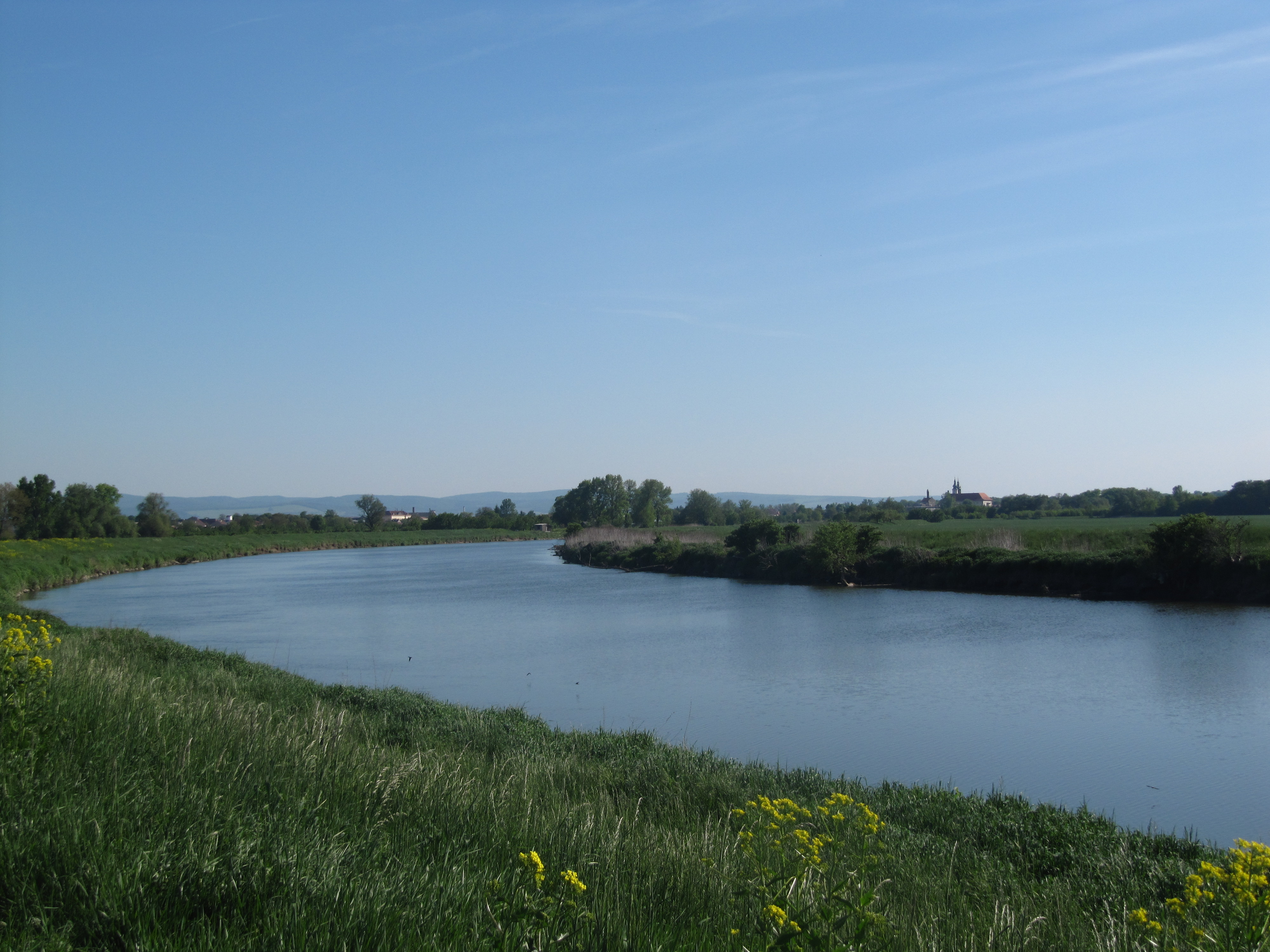
Морава

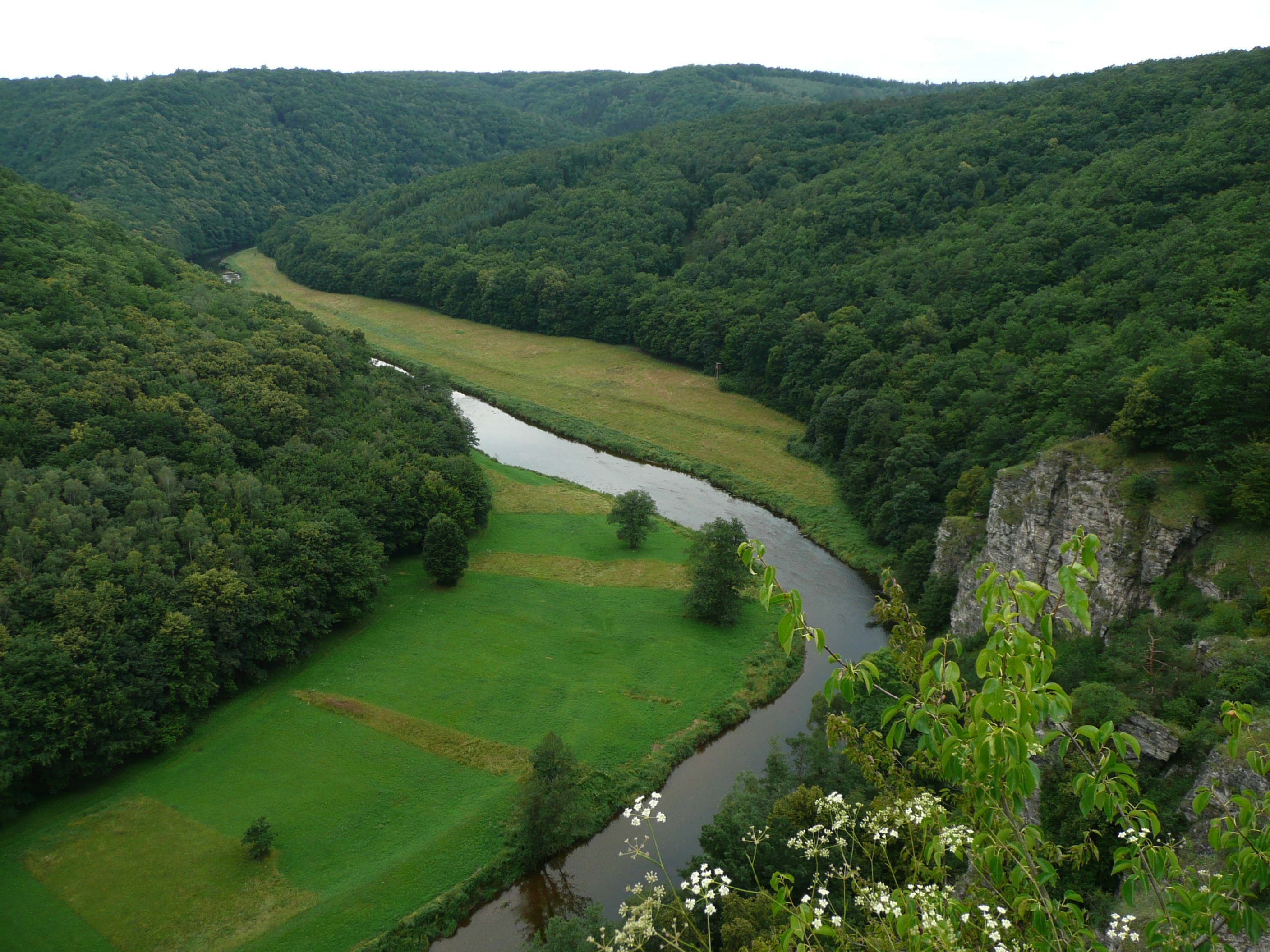
Дие

Реки Чехии представляют собой густую сеть относительно коротких рек. Из крупных рек на территории страны находится часть верховья Одры и Лабы (Эльбы) с притоком Влтава. 
Важнейшей водной артерией страны является Влтава берущая исток в горах Шумавы на юге Чехии, оттуда она течёт на север, пересекает Прагу, после чего, продолжая свой путь, впадает в Лабу, возле городка Мельник, многие её участки запружены плотинами и превратились в искусственные водоемы для отдыха. Второй по величине рекой является Эльба протекает через юг, запад и север Чехии, на берегах реки расположены крупные города и порты. Третьей по значимости рекой в Чехии является река Морава, протекающая в Южной Чехии.
Для большинства рек характерно весеннее половодье, обусловленное сезонным таянием снегов в горах и предгорьях, и летние дождевые паводки. В зимнее время на 1-2 месяца реки покрываются льдом. Судоходство развито слабо, однако реки Чешской Республики впадают сразу в три моря: Балтийское, Северное и Чёрное, таким образом, несмотря на отсутствие морской границы, суда Чехии выходят в большие воды. На Влтаве возведены каскады ГЭС.

## Список наиболее крупных рек по протяжённости[3]
Список наиболее протяжённых рек Чехии.
| №  | Река         | Чешское название | Длина на территории Чехии, км | Общая длина, км |
| -- | ------------ | ---------------- | ----------------------------- | --------------- |
| 1  | Влтава       | Vltava           | 430                           | 430             |
| 2  | Лаба (Эльба) | Labe             | 370                           | 1 165           |
| 3  | Огрже        | Ohře             | 256                           | 316             |
| 4  | Морава       | Morava           | 246                           | 353             |
| 5  | Бероунка     | Berounka         | 246                           | 246             |
| 6  | Сазава       | Sázava           | 225                           | 225             |
| 7  | Дие          | Dyje             | 209                           | 306             |
| 8  | Йиглава      | Jihlava          | 185                           | 185             |
| 9  | Свратка      | Svratka          | 174                           | 174             |
| 10 | Йизера       | Jizera           | 164                           | 164             |
| 11 | Лужнице      | Lužnicė          | 153                           | 208             |
| 12 | Орлице       | Orlice           | 140                           | 140             |
| 13 | Одра         | Odra             | 136                           | 861             |
| 14 | Отава        | Otava            | 136                           | 136             |
| 15 | Опава        | Opava            | 129                           | 129             |
| 16 | Бечва        | Bečva            | 120                           | 120             |
| 17 | Радбуза      | Radbuza          | 112                           | 112             |
| 18 | Углава       | Úhlava           | 109                           | 109             |
| 19 | Моравице     | Moravice         | 105                           | 105             |
| 20 | Хрудимка     | Chrudimka        | 104                           | 104             |
| 21 | Плоучнице    | Ploučnice        | 103                           | 103             |
| 22 | Ослава       | Oslava           | 100                           | 100             |